# Spillville

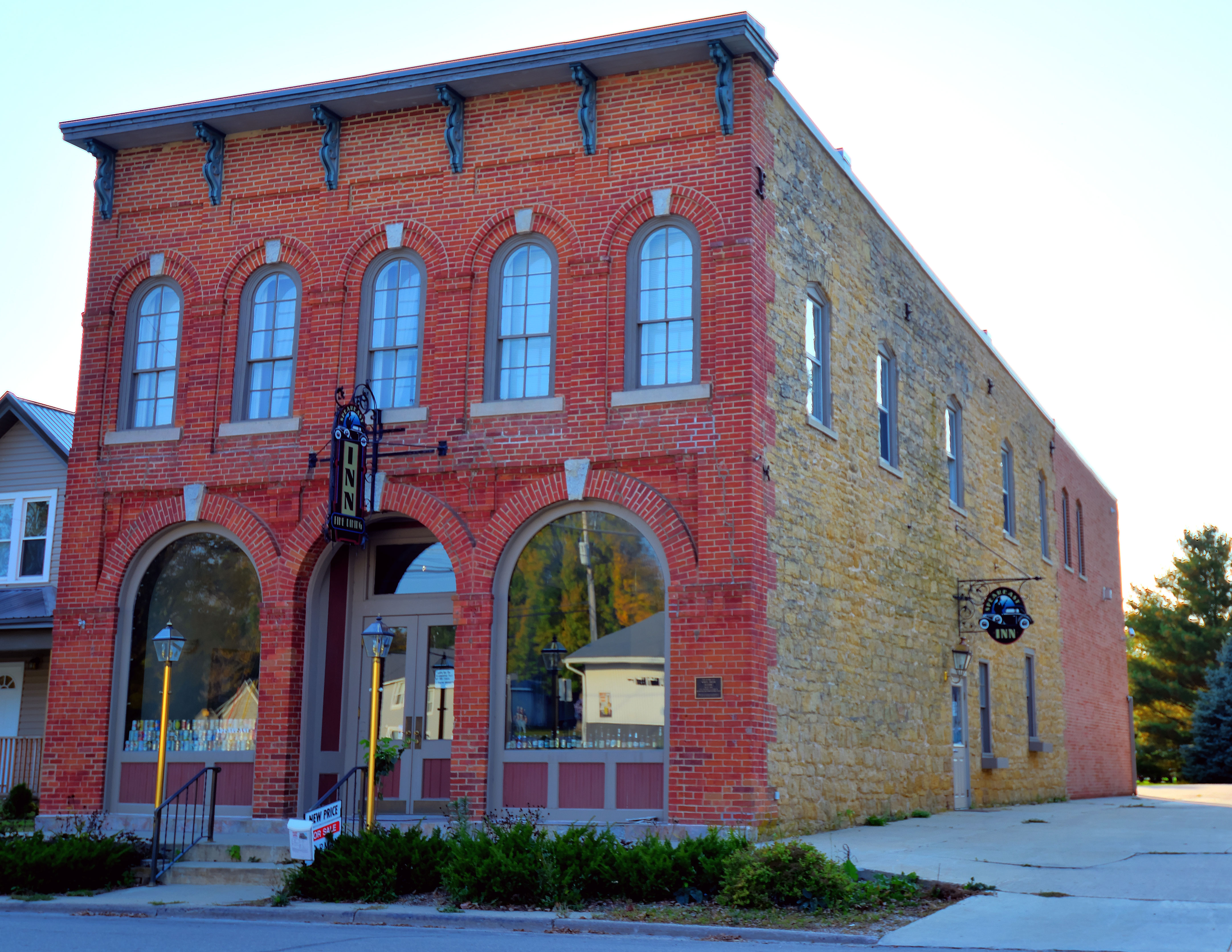
Spillville, Wenzil Taylor Building, 1871 von dem Kaufmann Wenzil Taylor erbaut, heute Hotel „Capone“

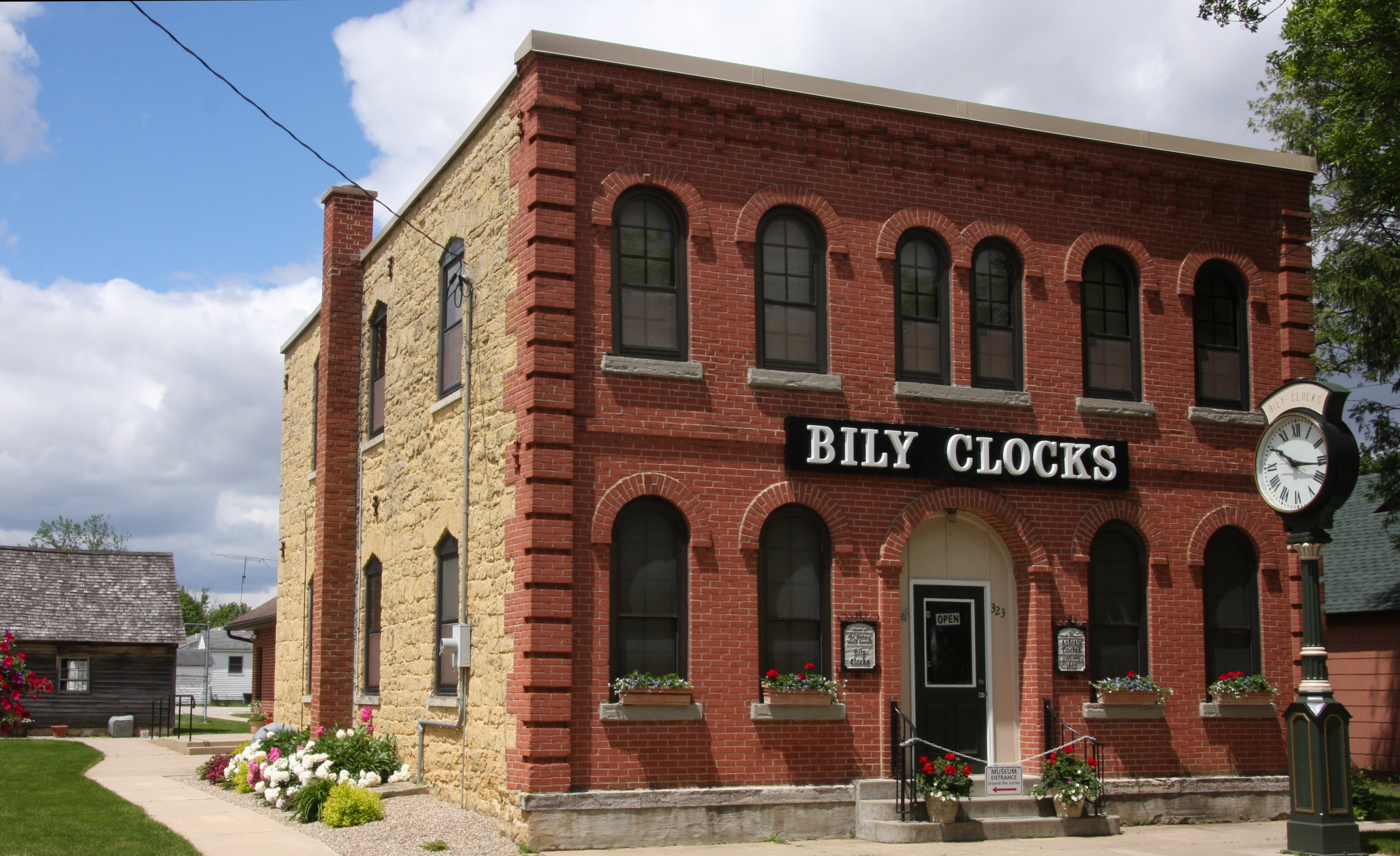
Spillville, Bily-Clocks-Museum

Spillville ist ein im Winneshiek County gelegenes Dorf im US-Bundesstaat Iowa. Das U.S. Census Bureau hat bei der Volkszählung 2020 eine Einwohnerzahl von 385 ermittelt.

## Geschichte
Das Dorf wurde 1860 gegründet, überwiegend von böhmischen, deutschen und Schweizer Einwanderern. Der Ort hieß ursprünglich Spielville, benannt nach dem Gründer Joseph Spielmann. Die römisch-katholische St. Wenzel-Kirche wurde ebenfalls 1860 erbaut und ist die älteste tschechische katholische Kirche in den Vereinigten Staaten. 
Bekannt wurde der Ort durch den Komponisten Antonín Dvořák, der hier den Sommer 1893 verbrachte. Er komponierte in Spillville sein Streichquartett F-Dur op. 96, das „Amerikanische“. Unter Touristen erfreut sich daneben das Bily-Clocks-Museum großer Beliebtheit, das eine Sammlung von aufwendig gestalteten Uhren zweier Brüder aus Spillville besitzt. 1893 wohnte Dvořák in jenem Haus.
In Spillville befindet sich auch der berühmte, 1920 erbaute Inwood Ballroom, in dem zahlreiche populäre Musiker des 20. Jahrhunderts auftraten, darunter Louis Armstrong, Glenn Miller, Guy Lombardo und The Byrds.